# بحيرة كيواسا
بحيرة كيواسا، التي كانت تسمى في الأصل بحيرة لونسوم، هي بحيرة مساحتها 280 فدانًا في شمال وسط متنزه أديرونداك، جنوب جبل ديوي، بين بحيرة ساراناك السفلى وبحيرة أوسيتا، على بعد ميلين جنوب غرب قرية ساراناك ليك، نيويورك، الولايات المتحدة. يصب الماء في بحيرة أوسيتا، ومن ثم في نهر ساراناك. خط الساحل الغربي مملوك لولاية نيويورك.